# Metrópolis (programa de televisão)
Metrópolis é um programa da TV Cultura, sendo o único da televisão aberta que cobre diariamente assuntos relacionados à arte e à cultura em geral. Entre os assuntos tratados estão música, cinema, teatro, artes plásticas, moda, games e comportamento. Atualmente o programa é apresentado por Cunha Jr. e Adriana Couto. Vai ao ar de terça à sexta às 22:15, após o Jornal da Cultura e aos domingos às 19:30.

## Histórico
A primeira edição foi ao ar em 4 de abril de 1988. Na equipe de criação, o diretor Ninho Moraes e Delta de Negreiros, a editora-chefe. Os apresentadores eram: Lúcia Soares, Ricardo Soares e Maria Amélia Rocha Lopes.
O programa revela a diversidade dessa produção e reunindo elementos da cultura erudita, popular, urbana e todas as formas de manifestação artística. Nesses 35 anos, o Metrópolis ajudou a iluminar a cena cultural e colaborou para a formação das novas gerações de artistas e consumidores de cultura do país.
Já teve vários formatos e diversos apresentadores, sempre fiéis ao seu objetivo: mostrar a riqueza da produção cultural brasileira, não apenas na maior metrópole do país, mas também em outras cidades do mundo.
Em 2006, pela primeira vez na história da TV aberta no Brasil, uma emissora transmitiu simultaneamente um programa ao vivo utilizando sinais analógico e digital que também foram captados por telefones celulares habilitados a essa recepção. Numa parceria com três universidades brasileiras (USP, Mackenzie e Universidade Federal da Paraíba), o programa foi transmitido experimentalmente em TV digital. Essa transmissão teve duas camadas específicas. Uma camada foi a HD (alta definição), usada para recepção fixa. Na outra camada, simultaneamente, o sinal do programa Metrópolis foi transmitido para aparelhos de telefonia celular, habilitados para receber o sinal digital.
Em 15 de fevereiro de 2016, a TV Nova Nordeste estreia a versão regional, o Metrópolis Pernambuco, com a apresentação da jornalista Walesca Andrade.[4] Em março de 2017, o programa passou a ter edição dominical com 60 minutos.[1]

## Equipe de Produção
A curadoria  e direção do programa é de Hélio Goldsztejn 
Os apresentadores revezam-se também na reportagem com Christine Maksud e o video repórter Rodrigo Leitão.
A pauta é feita por Marcos Maciel e Sula Vlachos.
Entre os antigos apresentadores e repórteres que fizeram parte da história do Metrópolis estão, por exemplo: Manu Ebert, Herbert Henning, Patrícia Travassos, Tuca Paoli, Cuca Lazzarotto, Lorena Calabria, Laura Wie, Lala Dehenzelin, Cadão Volpato, Marina Person, entre outros.
O programa conta como Editor-Chefe Carlos Mateus e sua equipe de editores hoje composta por: Andrea Goulart, Luciana Gouveia e Paula Montoro. Dentre os editores que já estiveram por lá estão: Anderson Lima, Andrea Kurachi, Ricardo Mattos, Sônia Guimarães, Luciana Martins, Ramiro Zwestch, Cláudia Erthal, etc. Além do programa foi criada uma curadoria de arte:a Coleção Metrópolis, composta por cerca de 200 obras, de artistas como Leda Catunda, Beatriz Milhazes, Tomie Ohtake e Rodolpho Parigi, que, quando não estão na sede da TV Cultura, ficam em exposição em museus e galerias.[3]

## Ex-Apresentadores
- Lúcia Soares
- Ricardo Soares
- Maria Amélia Rocha Lopes
- Lala Dehenzelin
- Cadão Volpato
- Lorena Calábria
- Laura Wie
- Patrícia Travassos
- Cuca Lazzarotto
- Marina Person